# Lionel Rogg
Lionel Rogg (Genève, 21 april 1936) is een Zwitsers organist, componist en muziekpedagoog. 

## Levensloop
Rogg bleek al heel vroeg uitzonderlijk begaafd. Hij was pas vijftien toen hij titularis werd van het orgel in de Saint-Bonifacekerk in Genève. In het Conservatorium van die stad studeerde hij onder de leiding van Pierre Segond voor het orgel en Nikita Magaloff voor de piano. Hij behaalde prijzen in harmonie, contrapunt en fuga. In 1959 won hij een Tweede prijs voor orgel tijdens het internationaal concours in München.
Na drie jaar intensieve studie was hij in 1961 klaar voor een serie van tien recitals tijdens dewelke hij het volledige orgeloeuvre van Johann Sebastian Bach vertolkte. Deze recitals, gehouden in Victoria Hall, Genève werden enthousiast onthaald en werden gevolgd door gelijkaardige recitals in Frankrijk, Spanje, België, Nederland, Zwitserland en Engeland. In dit laatste land trad hij op zowel in St Albans als in de Royal Festival Hall in Londen. Op het Internationaal Festival van Montreux in 1962 vertolkte hij in twee recitals Bachs 'Orgelbüchlein'. Hij nam ook deel aan orgelweken in Bayreuth en Neurenberg.
Na zijn recitals in Genève kreeg Rogg een contract voor opnamen van Bachs volledige orgeloeuvre op het nieuwe mechanisch geactiveerde en met elektro-pneumatische registratie ingerichte orgel dat in de Zurich Grossmunster was gebouwd door Metzler & Sohne Orgelbau (1958-1960). De opnamen strekten zich uit van september 1961 tot september 1964. Rogg nam in 1970 op het Silbermannorgel in Arlesheim nogmaals de volledige orgelwerken van Bach op voor Harmonia Mundi (heruitgegeven in 1992 en 2000). Dit instrument in 1761 gebouwd door Johann Andreas Silbermann, werd door Metzler in 1959-1962 gerestaureerd. Rogg heeft nadien ook nog een derde maal het ganse oeuvre van Bach voor orgel opgenomen. Daarnaast heeft hij de volledige werken van Buxtehude opgenomen evenals orgelwerken van Couperin, Brahms en Grigny, en verder nog werk van Liszt en Reger. Hij heeft ook nog een derde maal het volledige orgelwerk van Bach opgenomen.
Rogg heeft ook gecomponeerd en contrapunt en fuga gedoceerd in het Conservatorium van Genève. Meer dan 50 van zijn leerlingen behaalden Eerste prijzen. Hij heeft ook vaak gedoceerd aan het Mozarteum in Salzburg en de Scuola Civica in Milaan. In september 2005 werd hij docent orgel en orgelimprovisatie aan de Royal Academy of Music in Londen.
Over het contrapunt heeft hij een handboek geschreven. In 1968 speelde hij voor een opname Die Kunst der Fuge, BWV 1080 van Johann Sebastian Bach, verschenen als HMV CSD 3666-3667. Hij voltooide de onvolledig gebleven Fuga Contrapunctus XVIII met zijn eigen afwerking. De opname gebeurde op het orgel van de Sint Pieterskathedraal in Genève.
Hij heeft ook klavecimbel en piano gespeeld en uitvoeringen verzorgd met ensembles voor kamermuziek. Veel hiervan is opgenomen door de Zwitserse radio. Hij speelde hierbij vaak op zijn persoonlijke Wittmayer klavecimbel.
Aldus is Rogg bijzonder actief geweest met recitals en meestercursussen zowel in West- en Oost-Europa als in andere werelddelen, zoals in Noord- en Zuid-Amerika, Australië en het Verre Oosten. In 1973 was hij jurylid voor het internationaal orgelconcours in het kader van het Festival voor Oude Muziek in Brugge.
In 1989 werd Rogg doctor honoris causa van de Universiteit van Genève. 
Na in zijn jeugd enkele werken te hebben gecomponeerd, begon hij zich vanaf 1983 meer intensief op het componeren toe te leggen. Hij heeft talrijke stukken geschreven voor orgel, maar ook voor piano, kamermuziek, koor en orkest, ebveals een concerto voor orgel en orkest (bestelling van de stad Genève naar aanleiding van de inhuldiging van het nieuwe orgel in Victoria Hall in 1993).